# شانی (اکلاهما)
شانی (به انگلیسی: Shawnee) شهری در ایالت اکلاهما کشور ایالات متحده آمریکا است که جمعیت آن در سرشماری سال ۲۰۱۰ میلادی، ۲۹٬۸۵۷ نفر بوده‌است.